# Stefan Czarnecki (bokser)
Stefan Jerzy Czarnecki (ur. 10 lutego 1920 w Częstochowie, zm. ?) – polski bokser, reprezentant Polski.

## Kariera
Naukę boksu rozpoczął w 1937 roku, w klubie Zjednoczone Łódź, w którym walczył do wybuchu II wojny światowej. Po zakończeniu działań wojennych, swoją karierę wznowił w macierzystym klubie. W 1946 roku został zawodnikiem Zrywu Łódź, by następnie reprezentować barwy Związkowca Łódź, w którym to pozostał do zakończenia swoich występów ringowych. Startując w mistrzostwach Polski, wywalczył trzykrotnie wicemistrzostwo w 1948, 1949 i 1950 roku, w kategorii koguciej. W latach 1945–1946 dwukrotnie wystąpił w reprezentacji Polski odnosząc w debiucie zwycięstwo, a w drugim pojedynku odnotował przegraną, walcząc w wadze muszej.